# 奇维泰拉帕加尼科
奇维泰拉帕加尼科（義大利語：Civitella Paganico），是意大利格罗塞托省的一个市镇。总面积192.71平方公里，人口3205人，人口密度16.6人/平方公里（2009年）。ISTAT代码为053008。